# صغار
صغار هي إحدى القرى اللبنانية من قرى قضاء البترون في محافظة الشمال.